# Belnie
Belnie – wieś w Anglii, w hrabstwie Lincolnshire. Leży 51 km na południowy wschód od Lincoln i 149 km na północ od Londynu.